# Laurent Van Eynde
Laurent Van Eynde est un philosophe belge, Professeur à l'Université Saint-Louis - Bruxelles. Il est également Professeur invité à l’Université de Haute-Alsace (Mulhouse) et a été Professeur invité à l’Université de Lausanne.
Fondateur et directeur du Centre Prospéro - Langage, image et connaissance, il a été plusieurs années Doyen de la Faculté de Philosophie, Lettres et sciences humaines de l'Université Saint-Louis - Bruxelles avant d'être , en 2013, Vice-Recteur à la recherche de cette université. Il a également dirigé l’École des sciences philosophiques et religieuses de cette université. Il enseigne ou a enseigné l'histoire de la philosophie, la phénoménologie, la philosophie de l'histoire, la métaphysique, l'anthropologie philosophique, la philosophie de l'art et l'esthétique.  
Ses recherches phénoménologiques sur la philosophie de Goethe, conjoignant notamment les influences de Kant, de Husserl et de Maldiney, constituent aujourd'hui l'une des plus importantes investigations dans ce domaine. Il a également publié des études remarquées sur la philosophie moderne, le romantisme allemand, la phénoménologie de l'imagination, la philosophie de Castoriadis ainsi que la phénoménologie psychiatrique (Binswanger, Blankenburg). Il est enfin l'auteur de très nombreux travaux en philosophie de l'art, portant aussi bien sur la peinture (Thierry de Villers, Pollock, etc.) que sur l'opéra (Wagner), le roman (Thomas Mann) le théâtre (Shakespeare), et aujourd'hui le cinéma (Alfred Hitchcock, John Ford, Anthony Mann, etc.).  
Ses travaux actuels portent principalement sur l’élaboration d’une philosophie concrète de l’image et de l’imagination comme contribution à une anthropologie philosophique.